# Hooligans 3 – Never Back Down
Hooligans 3 – Never Back Down (Originaltitel: Green Street 3: Never Back down) ist die zweite Fortsetzung des 2005 veröffentlichten Films Hooligans. Der Film wird von der Bundesprüfstelle für jugendgefährdende Medien indiziert. Er ist wie sein Vorgänger, Hooligans 2 – Stand Your Ground aus dem Jahr 2009, eine Direct-to-DVD-Produktion.

## Handlung
Danny Harvey hat bereits sein ganzes Leben lang gekämpft: als Kind auf dem Spielplatz; als er älter war dann auf dem Fußballplatz, bis er schließlich in der Green Street Elite landete, einer bekannten Hooligan-Gruppierung im Umfeld des Londoner Fußballclubs West Ham United. Vor 14 Jahren kehrte er der Gewalt der Straße jedoch den Rücken zu und konzentrierte seine Kampffähigkeiten auf die Welt des Mixed Martial Arts. Er leitet mittlerweile eine sehr anerkannte Kampfgruppe in Großbritannien. Sein jüngerer Bruder Joey trainiert schon seit Jahren mit der Green Street Elite. Da Danny ihm einiges beigebracht hat und er sehr talentiert ist, versucht Danny ihn davon zu überzeugen, dies professionell zu betreiben und sein Talent nicht anderweitig zu verschwenden. Doch als Joey in einem organisierten Kampf tödlich verletzt wird, weiß Danny, dass er zu seiner alten Bande zurückkehren muss, um diese zu trainieren und den Tod seines Bruders zu rächen. Im Showdown kommt es zum Kampf gegen Hooligans des FC Millwall.

## Weiteres
Nachdem im zweiten Teil bereits nur noch zwei Schauspieler aus dem ersten Teil auftraten, findet sich im dritten Teil kein Darsteller der „ursprünglichen“ Green Street Elite wieder.
Wie auch der erste Teil, endet dieser Film mit dem Lied I’m Forever Blowing Bubbles, der Hymne von West Ham United.